# Charlie David
Charlie David, właśc. Charles David Lubiniecki (ur. 9 sierpnia 1980 w Reginie) – kanadyjski aktor, scenarzysta i producent filmowy, model.

## Życiorys
Urodził się w Reginie w prowincji Saskatchewan. Dorastał w Yorkton w Saskatchewan. Po ukończeniu szkoły średniej występował w grupie muzycznej Sask Express. W 2000 roku otrzymał dyplom ukończenia Canadian College of Performing Arts w Vancouverze.
Podróżował po całej Kanadzie z boysbandem 4Now jako pianista, otwierając koncerty takich wykonawców jak Destiny’s Child, Pink, Snoop Dogg, Rick Springfield i The Black Eyed Peas. Przeniósł się do Los Angeles, gdzie dorabiał jako model.
Pełnił funkcję gospodarza programów telewizyjnych NBC – E! Television, OutTV, here! TV, Pink TV, EGO, a także kanału Life Network takich programów, jak SpyTV (2001), F.Y.E! (2002), Crash Test Mommy (2004-2005) i Bump! (2005-2006). Był lektorem filmów dokumentalnych Learning Channel VH1, BBC, CBS The Early Show oraz radiowych. Był autorem scenariuszy National Youth Ambassador i BoyCrazy! Magazines. Pojawił się w programie NBC The Other Half.
Po debiucie kinowym w horrorze Święty terror (Holy Terror, 2002), zagrał jedną z pierwszoplanowych ról jako gej Toby, żyjący w monogamicznym związku z przyjacielem Kevinem (Gregory Michael), serialu grozy Regent Entertainment Hotel Dante (Dante's Cove, 2005-2007). W 2008 roku do scenariusza jego autorstwa nakręcono dramat Mulligans. Druga szansa (Mulligans), który stał się faworytem światowych festiwali filmowych o tematyce LGBT; David wyprodukował także ów film oraz wystąpił w nim w roli głównej. W 2013 zrealizował film dokumentalny Jestem gwiazdą porno (I'm a Porn Star) z Brentem Everettem i Johnnym Rapidem.
Prywatnie jest otwartym gejem.

## Filmografia

### Filmy fabularne
- 2002: Święty terror (Holy Terror) jako David
- 2002: Time Machine: St. Peter – The Rock (TV) jako St. James
- 2003: The Sparky Chronicles: The Map jako Hippie
- 2004: To on (Is He) jako Jake (także scenarzysta i producent)
- 2005: Zagrać rolę (Playing the Role) jako aktor
- 2005: Marihuanowe szaleństwo (Reefer Madness: The Movie Musical) jako tancerz #14
- 2006: Cztery listowne słowa (A Four Letter Word) jako Stephen
- 2007: Przed ołtarzem (Kiss the Bride) jako Joey
- 2008: Mulligans. Druga szansa (Mulligans) jako Chase Rousseau (także scenarzysta i producent)

### Seriale TV
- 2004: Crash Test Mommy jako Gospodarz
- 2005: Godiva's jako atrakcyjny mężczyzna
- 2005: Terminal City jako Rick
- 2006: Brzydula Betty (Ugly Betty) jako Scott
- 2005-2007: Hotel Dante (Dante's Cove) jako Toby
- 2005-2007: Bump! jako Gospodarz